# 洛弗瑙
洛弗瑙是德国巴登-符腾堡州的一个市镇。总面积17.07平方公里，总人口2566人，其中男性1290人，女性1276人（2011年12月31日），人口密度150人/平方公里。